# Dajr al-Hawa
Dajr al-Hawa (arab. دير الهوا) – nieistniejąca już arabska wieś, która była położona w Dystrykcie Jerozolimy w Mandacie Palestyny. Wieś została wyludniona i zniszczona podczas I wojny izraelsko arabskiej (al-Nakba), po ataku Sił Obronnych Izraela w dniu 20 października 1948.

## Położenie
Dajr al-Hawa leżała wśród wzgórz Judei, w odległości 18 kilometrów na zachód od miasta Jerozolima. Według danych z 1945 do wsi należały ziemie o powierzchni 590,7 ha. We wsi mieszkało wówczas 60 osób.
| własność gruntów | powierzchnia gruntów (hektary) |
| ---------------- | ------------------------------ |
| Arabowie         | 466                            |
| Żydzi            | 0                              |
| publiczne        | 134,7                          |
| Razem            | 590,7                          |

| Rodzaj użytkowanych gruntów | hektary |
| --------------------------- | ------- |
| uprawy oliwek               | 50,1    |
| uprawy nawadniane           | 5,8     |
| uprawy zbóż                 | 156,5   |
| nieużytki                   | 428     |
| zabudowane                  | 0,4     |

## Historia
W okresie panowania Brytyjczyków Dajr al-Hawa była małą wsią. W jej zachodniej części znajdował się meczet.
Podczas I wojny izraelsko-arabskiej w drugiej połowie maja 1948 wieś zajęły egipskie oddziały. Na samym początku operacji Ha-Har w nocy z 19 na 20 października 1948 wieś zajęli Izraelczycy. Mieszkańcy zostali wysiedleni, a wszystkie domy wyburzono.

## Miejsce obecnie
Na gruntach wioski Dajr al-Hawa powstał w 1950 moszaw Nes Harim.
Palestyński historyk Walid Chalidi, tak opisał pozostałości wioski Dajr al-Hawa: „Kamienny gruz z domów wymieszał się z ruinami murów tarasów. Część terenu została wyrównana i oczyszczona, a szczątki zebrane na stercie w jednym miejscu. Tarasy po stronie północnej, zachodniej i południowej są porośnięte gajami drzew chleba świętojańskiego i drzew oliwnych. Na południowym skraju rosną kaktusy”.